# Acraea ochracea
Acraea ochracea är en fjärilsart som beskrevs av Le Doux 1931. Acraea ochracea ingår i släktet Acraea och familjen praktfjärilar. Inga underarter finns listade i Catalogue of Life.